# Aulus Postumi Albus Regil·lensis (cònsol 464 aC)
Aulus Postumi Albus Regil·lensis (llatí: Aulus Postumius A. f. P. n. Albus Regillensis) va ser cònsol de Roma. Sembla que era fill d'Aulus Postumi Albus Regil·lensis (cònsol 496 aC), i era membre de la gens Postúmia.
Va exercir com a cònsol el 464 aC i va fer la guerra als eques. L'any 458 aC va ser enviat com ambaixador junt amb Quint Fabi Vibulà i Publi Volumni Gal Amintí davant dels eques i el comandant d'aquests el va insultar, segons explica Titus Livi.